# جام باشگاه‌های تهران ۱۳۴۴
جام باشگاه‌های تهران ۱۳۴۴ دوره‌ای از مسابقات جام باشگاه‌های تهران بود که در تیر ماه سال ۱۳۴۴ با حضور ۱۳ تیم آغاز شد و تا آبان ۱۳۴۴ ادامه داشت در این فصل از بازیهای قهرمانی تهران تیم فوتبال شاهین موفق به کسب عنوان قهرمانی شد.
از نتایج عجیب فصل شکست سنگین ۴بر ۱ شاهین در مقابل  دارایی و تسلیم شدن دارایی برابر   تهرانجوان با نتیجه ۵ بر صفر بود

## جدول رده‌بندی
منبع
| رتبه | باشگاه    | بازی | برد | مساوی | باخت | گل‌زده | گل‌خورده | امتیاز |
| ---- | --------- | ---- | --- | ----- | ---- | ----- | ------- | ------ |
| ۱    | شاهین     | ۱۲   | ۱۱  | ۰     | ۱    | ۳۶    | ۸       | ۲۲     |
| ۲    | دارایی    | ۱۲   | ۹   | ۰     | ۳    | ۲۷    | ۸       | ۱۸     |
| ۳    | پاس       | ۱۲   | ۸   | ۱     | ۳    | ۲۰    | ۱۱      | ۱۷     |
| ۴    | تهران‌جوان | ۱۲   | ۷   | ۲     | ۳    | ۲۳    | ۱۱      | ۱۶     |
| ۵    | عقاب      | ۱۲   | ۷   | ۲     | ۳    | ۲۴    | ۱۴      | ۱۶     |
| ۶    | تاج       | ۱۲   | ۶   | ۳     | ۳    | ۲۴    | ۱۳      | ۱۵     |
| ۷    | شعاع      | ۱۲   | ۶   | ۱     | ۵    | ۲۰    | ۱۱      | ۱۳     |
| ۸    | جعغری     | ۱۲   | ۲   | ۵     | ۵    | ۱۱    | ۱۸      | ۹      |
| ۹    | آرارات    | ۱۲   | ۳   | ۲     | ۷    | ۱۴    | ۲۸      | ۸      |
| ۱۰   | کیان      | ۱۲   | ۳   | ۲     | ۷    | ۶     | ۱۳      | ۸      |
| ۱۱   | دیهیم     | ۱۲   | ۲   | ۲     | ۸    | ۹     | ۲۳      | ۶      |
| ۱۲   | پولاد     | ۱۲   | ۱   | ۳     | ۸    | ۹     | ۲۹      | ۵      |
| ۱۳   | نادر      | ۱۲   | ۰   | ۳     | ۹    | ۱۰    | ۴۲      | ۳      |

## نتایج کلی فصل
نتایج کلی تیم‌ها در فصل به این شرح است:

منبع